# Герб Раківчика
Герб Раківчика — офіційний символ села Раківчик, Коломийського району Івано-Франківської області, затверджений 18 квітня 2007 р. рішенням сільської ради. Герб є промовистим.
Автор — А. Гречило.

## Опис герба
У щиті, розтятому на золоте та червоне поля, рак над півмісяцем, вгорі обабіч по 8-променевій зірці, все в обернених кольорах. 
Щит обрамований декоративним картушем i увінчаний золотою сільською короною.

## Значення символів
Рак вказує на одну з версій про походження назви села. Зірки як традиційний козацький символ підкреслюють історичні традиції, пов'язані з повстанням під проводом Семена Височана. Півмісяць уособлює боротьбу проти турків і татарів, які часто нападали на Покуття. Також зірки та півмісяць є елементами герба Сас, до якого належала місцева українська шляхта.